# Billbergia cardenasii
Espèce
Classification phylogénétique
Statut de conservation UICN

 DD  : Données insuffisantes
Billbergia cardenasii est une espèce de plantes à fleurs de la famille des Bromeliaceae, endémique de Bolivie.

## Distribution
L'espèce est endémique de Bolivie.

## Description
L'espèce est épiphyte.